# Tyson Beckford

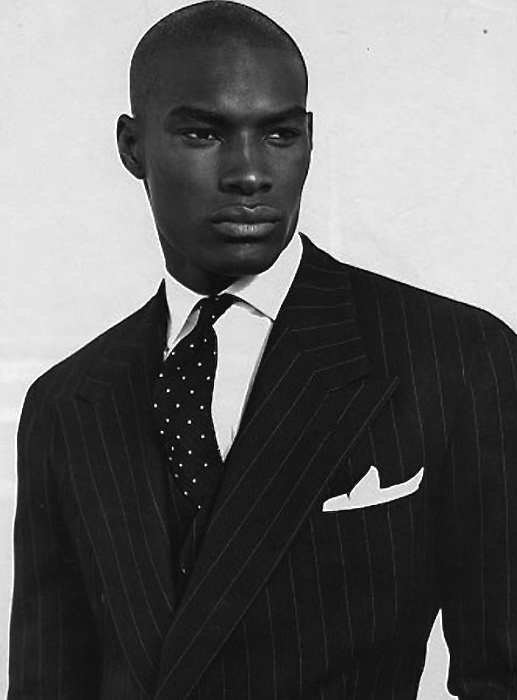
Wczesne zdjęcie Tysona Beckforda dla Ralph Lauren Corporation (fot. Arnaldo Anaya-Lucca)

Tyson Craig Beckford (ur. 19 grudnia 1970 w Nowym Jorku) – amerykański model, aktor i producent filmowy. Intrygujące rysy twarzy zawdzięcza swym bardzo mieszanym korzeniom afroamerykańsko-jamajsko-chińskim. Obok Marcusa Schenkenberga stał się jednym z najlepiej zarabiających mężczyzn w zawodzie modela.

## Życiorys

### Wczesne lata
Urodzony w Bronksie, wychowywał się w Rochester i na Jamajce. Jego ojciec Lloyd Beckford to Jamajczyk, a matka Hillary Dixon Hall ma pochodzenie chińskie i afroamerykańskie. Jego babka ze strony matki pochodzi z Panamy. Uczęszczał do Pittsford Mendon High School.
Jako nastolatek był członkiem gangu i był oskarżony o kradzieże i handel narkotykami.

### Kariera
W 1991 dostrzegł go redaktor magazynu zajmującego się hip-hopem „The Source”. Doprowadziło to do podpisania kontraktu z agencją modelek w Nowym Jorku. Beckford jako model zaczął brać udział w sesjach zdjęciowych dla fotografów mody takich jak Herb Ritts i Bruce Weber. W 1993 został zatrudniony do kampanii linii Polo firmy Ralph Lauren. Uczestniczył w kampanii marki Calvin Klein i Tommy’ego Hilfigera. W 1995 amerykański kanał telewizji kablowej VH1 przyznał mu tytuł Modela Roku, Beckford znalazł się też na liście najpiękniejszych ludzi świata magazynu „People”. Wystąpił w teledysku do piosenki Toni Braxton „Un-Break My Heart” (1996). 
Brał udział w talk-shows: The Tonight Show, The Magic Hour, programie Keenen Ivory Wayansa, a także wystąpił w reklamie producenta dżinsów Polo. Został modelem Nous Model Management w Los Angeles i Independent Models w Londynie.  Był na okładkach magazynów: „Men’s Health” (w maju 1998), „Playgirl” (we wrześniu 1999), „Attitude” (we wrześniu 2012) „Uptown” (we wrześniu 2013) „Riphort” (w październiku 2014) i „Esquire” (w listopadzie 2018).
7 kwietnia 2017 w Rio All Suite Hotel and Casino w Las Vegas wystąpił gościnnie w rewii striptizerów Chippendales. Jesienią 2023 wystąpi w 32. edycji programu Dancing with the Stars.

### Życie prywatne
Z nieformalnego związku ze stylistką April Roomet (1997-99) ma syna Jordana (ur. 1998).
7 czerwca 2005 został ranny po wypadku samochodowym w Secaucus (New Jersey).
Był związany z modelką chińskiego pochodzenia Audrey Quock, Tatyaną Ali, Bridget Hall (1996), Nikki Giavasis  (2001–2002), Tiffany Limos (2002), Alicią Hall (2005), raperką Foxy Brown (2005), Imogen Thomas (2007), Shaniną Shaik (2008−2012), CariDee English (2008–2010), Paige Butcher (2009) i Berniece Julien (2009).

## Filmografia

### Filmy fabularne
- 2000: Boricua's Bond
- 2001: Zoolander jako Tyson Beckford
- 2001: Życie w trójkącie 2: Puszka Pandory (Trois 2: Pandora's Box) jako Lance Racine
- 2002: Wąwóz (Gully) jako więzień
- 2003: Pokonaj najszybszego (Biker Boyz) jako Donny
- 2004: Gas jako Karl
- 2005: Searching for Bobby D jako Jerome
- 2005: Wait jako Charles
- 2005: Błękitna głębia (Into the Blue) jako Primo
- 2008: Kings of the Evening jako Homer Hobbs
- 2008: Hotel California jako Al
- 2010: Dream Street
- 2014: Addicted jako Corey

### Seriale TV
- 2002: On, ona i dzieciaki (My Wife and Kids) jako Hunter
- 2003: Pół na pół (Half & Half) jako seksowny gość

### Teledyski
- 1992: SWV - "Anything"
- 1992: Pet Shop Boys - "Go West"
- 1993: Toni Braxton - "Breathe Again"
- 1994: Trisha Covington - "Slow Down"
- 1995: Raekwon - "Ice Cream"
- 1995: The Notorious B.I.G. - "One More Chance"
- 1995: Adina Howard - "My Up and Down"
- 1996: Toni Braxton - "Un-Break My Heart"
- 1998: Mia X - "Whatcha Gonna Do"
- 1998: Cam’ron - "Horse and Carriage"
- 1998: Luke (Luther Campbell) – "Raise the Roof"
- 2003: 50 Cent - "21 Questions"
- 2003: Rhian Benson - "Say How I Feel"
- 2003: Ludacris - "Act A Fool" (z filmu Za szybcy, za wściekli)
- 2004: Sun / Geisha (Ho Yeow Sun) – "China Wine"
- 2004: Britney Spears - "Toxic"
- 2008: Ryan Leslie - "How It Was Supposed To Be"
- 2008: DJ Khaled - "Go Hard"